# Fathima Beevi
M. Fathima Beevi (Pathanamthitta, 30 aprile 1927 – Kollam, 23 novembre 2023) è stata una giudice e politica indiana, la prima donna giudice della Corte Suprema dell'India e la prima donna musulmana ad essere nominata in una delle corti superiori del paese. Dal 1993 al 1997 è stata membro della Commissione nazionale per i diritti umani, poi governatrice dello stato del Tamil Nadu dal 1997 al 2001.

## Biografia
M. Fathima Beevi nacque il 30 aprile 1927 a Pathanamthitta nel Regno di Travancore, ora nello stato indiano del Kerala, come figlia di Annaveettil Meer Sahib e Khadeeja Beevi nella famiglia Rowther.
Beevi frequentò la scuola cittadina e la Catholicate High School, Pathanamthitta, e conseguì la laurea in chimica presso il college femminile, Thiruvananthapuram, e poi la LB presso il Government Law College, Thiruvananthapuram.

## Carriera

### Corte Suprema dell'India

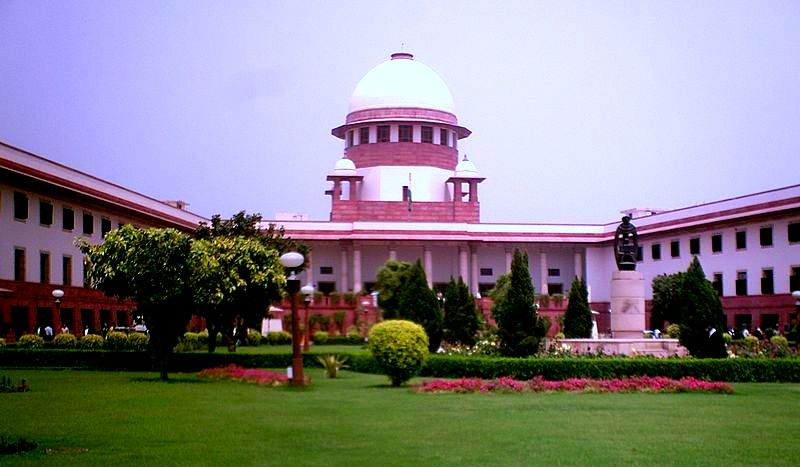
Suprema Corte dell'India

Beevi fu iscritta come avvocato il 14 novembre 1950. Superò l'esame del Consiglio degli avvocati nel 1950 e iniziò la sua carriera nella magistratura inferiore del Kerala. Venne nominata nella corte distrettuale di Munsiff nei servizi giudiziari subordinati del Kerala nel maggio 1958, fu promossa giudice subordinato nel 1968, magistrato capo giudiziario nel 1972, giudice distrettuale e di sessione nel 1974.
Nel gennaio 1980, Beevi venne nominata membro giudiziario del tribunale d'appello per le imposte sul reddito. Quindi giudice dell'Alta Corte il 4 agosto 1983.
Beevi divenne giudice permanente dell'Alta Corte il 14 maggio 1984. Si ritirò dalla carica di giudice dell'Alta Corte il 29 aprile 1989, ma fu ulteriormente elevata alla Corte Suprema come giudice il 6 ottobre 1989 per poi andare in pensione il 29 aprile 1992.

### Governatore del Tamil Nadu
Beevi divenne governatore del Tamil Nadu il 25 gennaio 1997. Nominandola governatore del Tamil Nadu e nominando il giudice Sukhdev Singh Kan, ex giudice capo dell'Alta Corte di Jammu e Kashmir, governatore del Kerala, l'allora presidente dell'India, Shankar Dayal Sharma, affermò che "la loro esperienza e le loro intuizioni sul funzionamento della Costituzione e delle leggi costituiscono risorse preziose".
In qualità di governatore dello stato, respinse le richieste di grazia presentate dai quattro prigionieri condannati nel caso dell'assassinio di Rajiv Gandhi. I prigionieri avevano inviato richieste di grazia al Governatore, supplicandola di esercitare il potere previsto dall'articolo 161 della Costituzione (il potere del Governatore di concedere la grazia).
Quale governatore, fu anche rettore dell'Università di Madras. Il vicerettore PT Manoharan lasciò l'incarico in seguito al rifiuto di Fathima Beevi di creare un nuovo dipartimento di letteratura tamil contemporanea.